# Weer
Weer település Ausztriában, Tirolban a  járásban található. Területe 5,61 km², lakosainak száma 1485 fő, népsűrűsége pedig 260 fő/km² (2014. január 1-jén). A település 558 méteres tengerszint feletti magasságban helyezkedik el.